# Heriades rubicolus
Heriades rubicolus là một loài Hymenoptera trong họ Megachilidae. Loài này được Pérez mô tả khoa học năm 1890.